# Словацький Рай

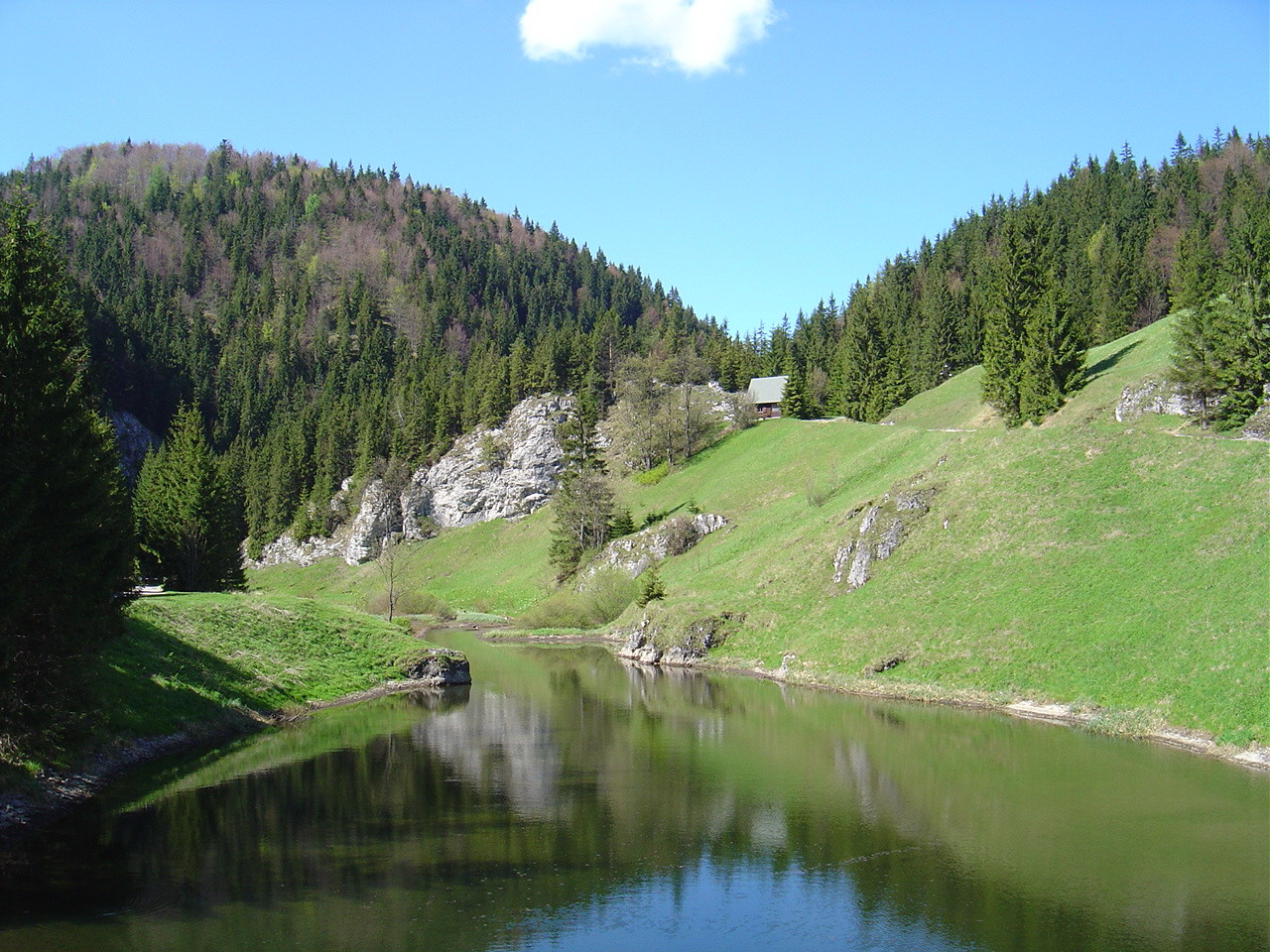
Словацький Рай

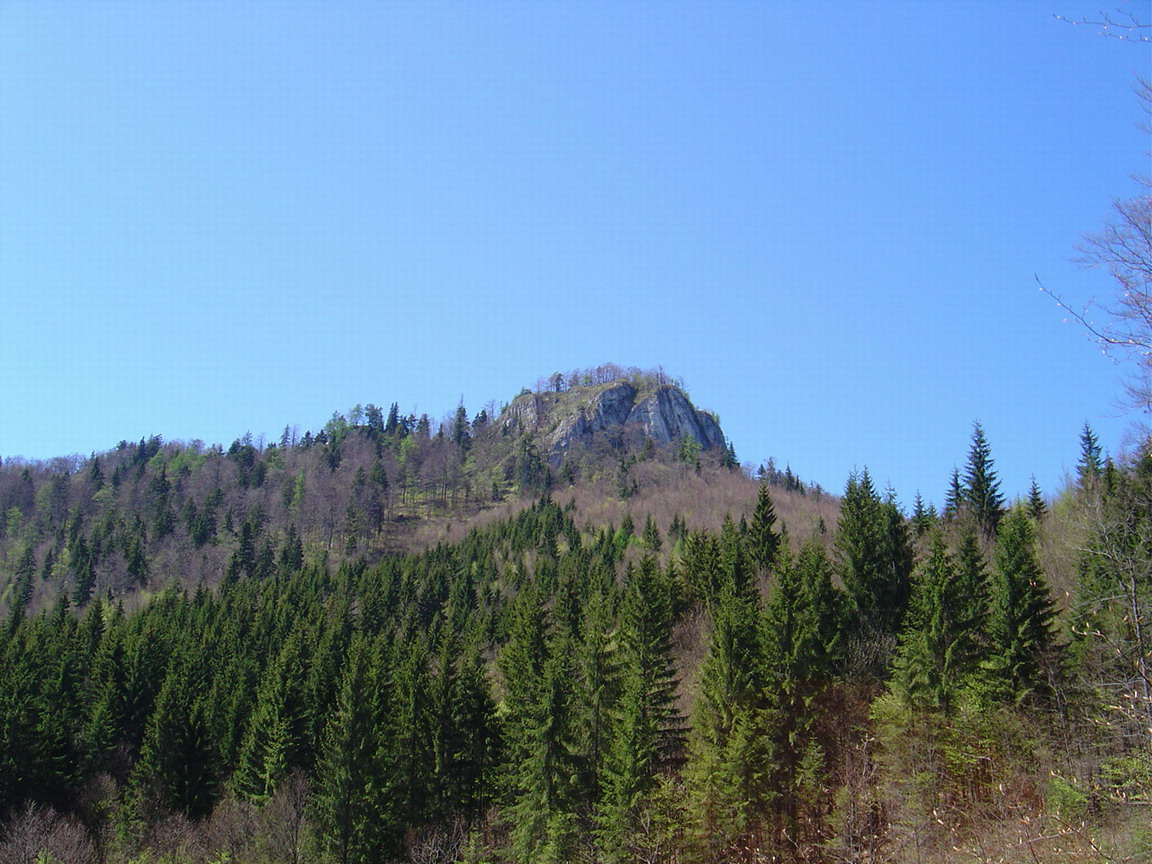
Гавран'я Скеля

Слова́цький Рай (словац. Slovenský raj) — гірський масив і народний парк у східній Словаччині, частина Списько-Гемерського Карсту. З геоморфологічної точки зору Словацький Рай лежить у північно-східній частині Словацьких Рудних гір та східній частині Фатрансько-Татранського регіону. Гірський масив Словацький Рай належить до Національного парку «Словацький Рай», одного з дев'яти у Словаччині.

## Особливості
Характерною ознакою масиву є пересічна місцевість — ущелини, струмки, водоспади й карстові утворення, які доступні для туристів протягом усіх шляхів, навіть у труднодоступних місцях. Словацький Рай має площу 210 км² і розташований на території районів Спішська Нова Вес, Попрад і Рожнява. У гірському масиві протікають дві річки Горнад і Гнилець. Ліси покривають 90 % парку, зокрема, з буку і ялиці, а також змішані ліси. Найвища точка — гора Велька Кнола, 1270 м.

## Річки
- Білий потік
- Горнад
- Гнилець
- Велика Біла Вода
- Вернарський потік
- Тепличний потік[1]

## Міста
- Спишське Подград'є
- Левоча
- Рожнява
- Попрад
- Спишська Нова Вес
- Гелница

90 % території складають ліси, переважно з буку і ялиці.

## Визначні пам'ятки
- Печери
- Скелі
- Безодні
- Каньйони
  - Зеймарська ущелина
  - ущелина Кисель
  - Кляшторська ущелина
  - Пєцки
  - Соколина долина
  - Стратенська долина
  - Суха Бела
  - Томашовська Бела
- Водоспади

## Джерело
- http://www.sopsr.sk/index.php?page=posobnost&id=7